# Theotinus virbiusalis
Theotinus virbiusalis är en fjärilsart som beskrevs av Walker 1858. Theotinus virbiusalis ingår i släktet Theotinus och familjen nattflyn. Inga underarter finns listade i Catalogue of Life.